# Pagedangan (Turen)
Pagedangan is een bestuurslaag in het regentschap Malang van de provincie Oost-Java, Indonesië. Pagedangan telt 10.022 inwoners (volkstelling 2010).